# Austrammo
Austrammo is een spinnengeslacht uit de familie Ammoxenidae.

## Soorten
- Austrammo barbaramarksae Framenau, 2023
- Austrammo harveyi Platnick, 2002
- Austrammo hirsti Platnick, 2002
- Austrammo monteithi Platnick, 2002
- Austrammo rossi Platnick, 2002